# Vlag van nazi-Duitsland
De rijks- en nationale vlag van nazi-Duitsland (Reichs- und Nationalflagge), ook wel bekend als de hakenkruisvlag (Hakenkreuzflagge), was de vlag van Duitsland van 1935 tot 1945. Het ontwerp bevat een zwart hakenkruis in een witte cirkel op een rood veld. Het hakenkruis was reeds sinds 1920 het symbool van de NSDAP en werd later het nationale symbool van nazi-Duitsland.

## Oorsprong
Adolf Hitler gaf in zijn boek Mein Kampf (1925) een beschrijving van het ontwerp en de symboliek van de vlag:
"Ikzelf had intussen, na ontelbare pogingen, een definitieve vorm vastgesteld: een vlag met een rode achtergrond, een witte schijf en in het midden een zwart hakenkruis. Na lange proeven vond ik ook een definitieve verhouding tussen de grootte van de vlag en die van de witte schijf, evenals de vorm en dikte van het hakenkruis.
De kleuren rood, wit en zwart verwezen naar de vroegere Noord-Duitse Bond en het Duitse Keizerrijk, terwijl het hakenkruis symbool stond voor de strijd van de Arische mens."

## Gebruikte vlaggen
| | |
| Eerste nationale vlag van nazi-Duitsland (1933–1935), identiek aan de vlag van de Noord-Duitse Bond en het Duitse Keizerrijk. | Partijvlag van de NSDAP (1920–1945). Deze vorm, met het hakenkruis precies in het midden, diende als voorbeeld voor de nationale vlag vanaf 1935. |

## Verbod
Na de nederlaag van nazi-Duitsland in 1945 werd de hakenkruisvlag verboden door de geallieerden. In de meeste Europese landen, waaronder Duitsland en Oostenrijk, is het gebruik van de vlag verboden of wettelijk sterk beperkt.